# Idiomela
Idiomela é um género de gastrópode  da família Helicidae.
Este género contém as seguintes espécies:
- Idiomela subplicata